# Авл Дідій Галл
Авл Дідій Галл (лат. Aulus Didius Gallus; ? — після 57) — державний та військовий діяч часів ранньої Римської імперії, консул-суффект 39 року.

## Життєпис
Походив з впливового плебейського роду Дідіїв.  
Службу розпочав наприкінці правління імператора Августа. У 19 році став квестором. Надалі був легатом проконсула у провінції Азія, потім префектом кінноти. До 36 року обіймав посаду проконсула Сицилії. Тоді ж увійшов до колегії квіндецемвірів. У 39 році його призначено консулом-суффектом разом з Гнеєм Доміцієм Афром.
У 39-49 роках обіймав посаду куратора водопостачання Риму. Під час своєї каденції відповідав за роботу акведуків Марція, Юлія, Тепула. У 43 році під час вторгнення римлян до Британії Дідій брав участь у битвах як легат. За свою звитягу у 44 році призначено імператорським легатом-пропретором провінції Мезія. Того часу втрутився у суперечку за трон Боспорського царства. У 45 році передав владу Котісу I, поваливши його брата Мітридата III. За це отримав від сенату тріумфальні відзнаки.
З 49 до 52 року як проконсул керував провінцією Азією або Африкою. У 52-57 роках був імперським проконсулом-проконсулом Британії. За цей час остаточно підкорив сілурів, потім допоміг цариці брігантів Картімандуї повалити свого чоловіка-співволодаря Венуція. У 57 році повернувся до Риму. Подальша доля невідома.